# In a Rhyme
In a Rhyme мініальбом шведського панк-рок гурту No Fun at All, випущений 1 червня 1995 року.

Альбом вийшов на компакт-дисках Burning Heart Records. Пісні «Vision» та «Where's the Truth?» записали в студії P3 Live для радіошоу. Ці дві пісні раніше виходили у вигляді студійних записів дебютного EP, Vision (1993).

## Список пісень
1. «In a Rhyme»
2. «Leaving»
3. «Vision»
4. «Where's the Truth?»